# Prosynopeas
Prosynopeas is een geslacht van vliesvleugelige insecten uit de familie Platygastridae.

## Soorten
- P. circcinans (Kieffer, 1916)
- P. dactylidis (Kieffer, 1916)
- P. kantarsiewae Szabó, 1959